# Милоје Павловић (генерал)
Милоје Павловић (Доња Буковица, 1948 — Београд, 3. март 2023) био је пилот, генерал-мајор авијације и накедашњи командант РВ и ПВО Војске Југославије.

## Биографија
Рођен је 1948. године у селу Доња Буковица, данас саставном делу Љубовије, у породици Николе и Десанке Павловић. Основну школу је завршио у Копривници, где му је отац службовао као подофицир ЈНА. Уписао је 1962. године Ваздухопловну војну гимназију у Мостару, тада „Припремна школа ВВА”, коју је завршио 1964. године. Затим је наставио школовање у Ваздухопловној војној академији (ВВА) као питомац 19. класе. Након школовања у Земунику код Задра и у Пули, по завршетку ВВА, 1967. године, унапређен је у чин потпоручника и добио летачко звање пилота. Одмах по завршетку ВВА постао је наставник летења, а затим командир авијацијског одељења, инспектор за летачке послове у команди пука и командант ескадриле. КША РВ и ПВО завршио је 1978. године, када је постављен за команданта Центра за обуку пилота иностраних оружаних снага (ЦОПСОС) ВВА у Мостару.
Потом је на аеродрому Петровац код Скопља постављен за Команданта 98. авијацијске бригаде. Са те дужности прелази у Команду 3. Вак у Нишу за помоћника команданта корпуса за летачке послове. По завршетку Школе оператике РВ и ПВО, распоређен је у Команду 1. корпуса РВ и ПВО и убрзо постаје начелник штаба, а потом и Командант корпуса. Од  лета 1992. године био је начелник штаба Команде РВ и ПВО, а од лета следеће 1993. године до пензионисања 1994. године, обављао је дужност Команданта РВ и ПВО.
Летео је на дозвучним млазним школским и борбеним авионима у РВ и ПВО. Све дужности је успешно обављао и са високим резултатима у обуци, руковођењу и командовању. Два пута је превремено унапређиван у виши чин, а више пута је похваљивам награђиван и одликован. 
Носилац је звања Инструктор летења и Златног пилотског знака. У чин генерал-мајора унапређен је 1992. године.
Са дужности команданта РВ и ПВО, на лични захтев, пензионисан је у 46. години живота, почетком 1994. године
Био је ожењен и имао је двоје деце. У Удружењу пензионисаних војних летача и падобранаца (УПВЛПС), био је почасни председник на дужности Команданта РВ и ПВО и председник Удружења од 1999. до 2001. године.